# Federico Hermida
Federico Hermida Alonso (Quilmes, Argentina; 2004) es un piloto de automovilismo argentino. Actualmente compite en el Turismo Pista en la Clase 3, esto con el equipo Tigre Racing.
Fue campeón de la primera y única edición  del Campeonato de Argentina de Fórmula 4 en 2021.

## Resumen de carrera
| Temporada | Categoría                            | Equipo              | Carreras | Victorias | Poles | VR | Podios | Puntos | Pos. |
| --------- | ------------------------------------ | ------------------- | -------- | --------- | ----- | -- | ------ | ------ | ---- |
| 2019      | Fórmula 3 Metropolitana              | Ré Competición      | 13       | 0         | 0     | 0  | 1      | 41.5   | 13.º |
| 2020-21   | Fórmula 3 Metropolitana              | Scuderia Ramini     | 27       | 2         | 1     | 2  | 5      | 401    | 4.º  |
| 2021      | Campeonato de Argentina de Fórmula 4 |                     | 14       | 9         | 4     | 11 | 8      | 372    | 1.º  |
| 2022      | TC Pista Mouras                      | Quilmes Plas Racing | 1        | 0         | 0     | 0  | 0      | 23     | 43.º |
| 2022      | Fórmula 3 Metropolitana              | Satorra Competición | 22       | 4         | 2     | 3  | 7      | 352    | 4.º  |
| 2023      | Turismo Pista - Clase 3              | Benincasa Racing    |          |           |       |    |        |        |      |
| Fuente:   |                                      |                     |          |           |       |    |        |        |      |